# Khu di tích Garrison
St. Ann's Garrison thường được gọi là Garrison là một huyện nhỏ của Barbados. Đây là nơi có khu di tích lịch sử Garrison nằm cách 2 dặm về phía nam Quảng trường Anh hùng Dân tộc ở Bridgetown và nằm về phía tây của làng Hastings. Tại đây có đường đua ngựa lịch sử nằm trên khu diễu hành rộng 30 mẫu Anh được gọi là Garrison Savannah. Khu vực lịch sử Garrison cũng chứa nhiều tòa nhà lịch sử khác bao gồm cả doanh trại quân đội. Huyện bị chia cắt bởi Quốc lộ 7 với pháo đài Saint Ann, nơi đặt trụ sở của Lực lượng Phòng vệ Barbados ở phía tây Garrison.

## Lịch sử
Trong cả hai thế kỷ 18 và 19, Garrison là căn cứ và trụ sở cho các thành viên của Trung đoàn Tây Ấn thuộc Anh ở Barbados. Năm 1751, nhà lãnh đạo tương lai của Cách mạng Hoa Kỳ và là tổng thống đầu tiên của Hoa Kỳ, George Washington đã ở với người anh trai bị bệnh tại khu vực Bush Hill của huyện trong sáu tuần. Tài sản được khôi phục này vẫn còn là một ngôi nhà cố định tại Garrison, nơi nó được gọi đơn giản là Nhà George Washington. Vào giữa thế kỷ 18, những người lính Barbados và trung đoàn nổi tiếng giàu có bắt đầu truyền thống đua ngựa thể thao tại trường đua Garrison.
Vào ngày 30 tháng 11 năm 1966, khu di tích lịch sử Garrison là nơi tổ chức buổi lễ để hạ cờ Liên minh (cờ của Vương quốc Anh), và giương cao cờ Barbados, mở ra thời kỳ độc lập hoàn toàn cho đất nước Barbados khỏi Vương quốc Anh.
Có một số tòa nhà có ý nghĩa lịch sử tại địa điểm này ngoài Nhà George Washington bao gồm cả tòa nhà Bảo tàng Barbados và các tòa nhà xung quanh, một nhà tù Garrison.

## Hình ảnh

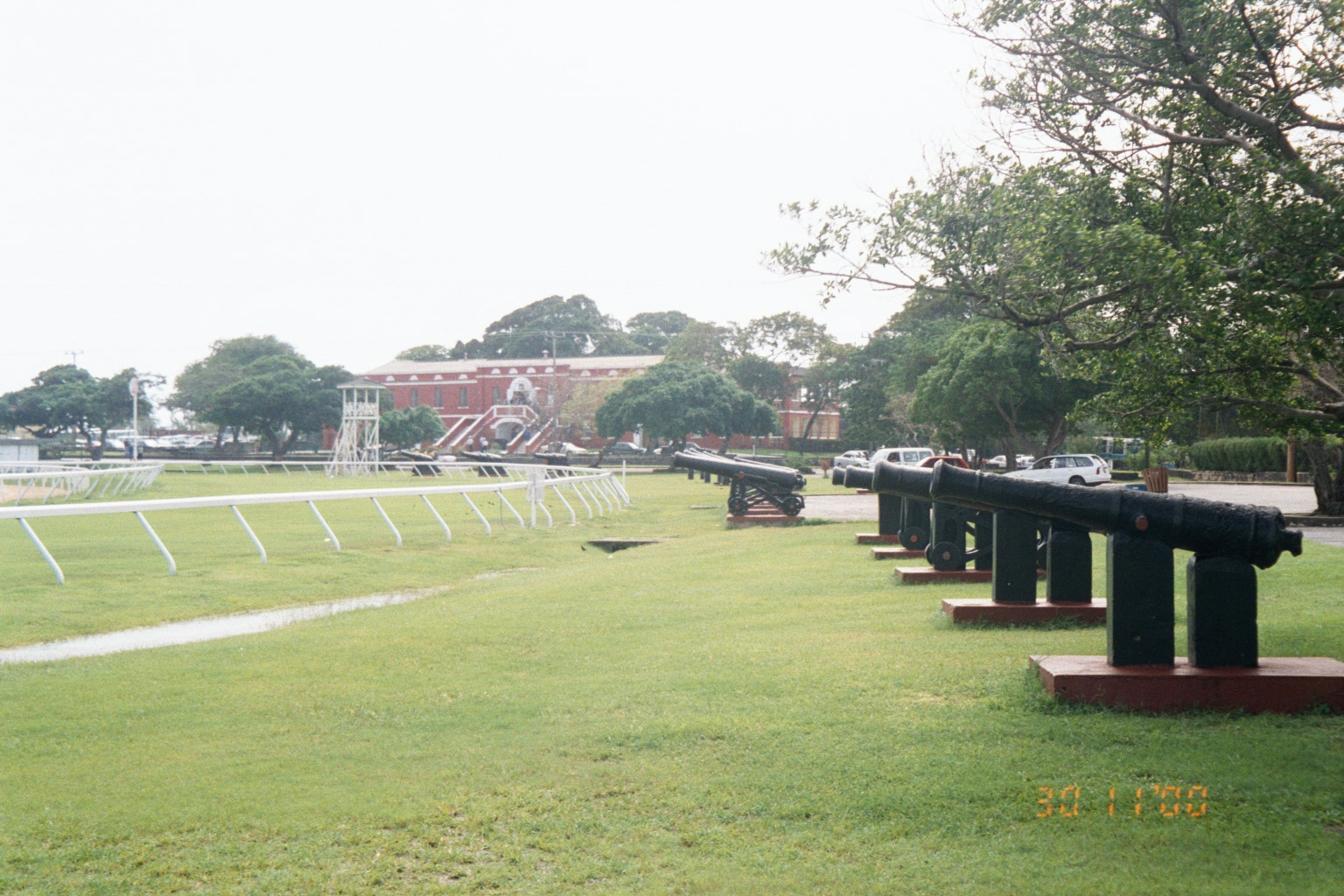
Bộ sưu tập pháo quốc gia Barbados, với một số khẩu pháo Anh hiếm và lâu đời nhất
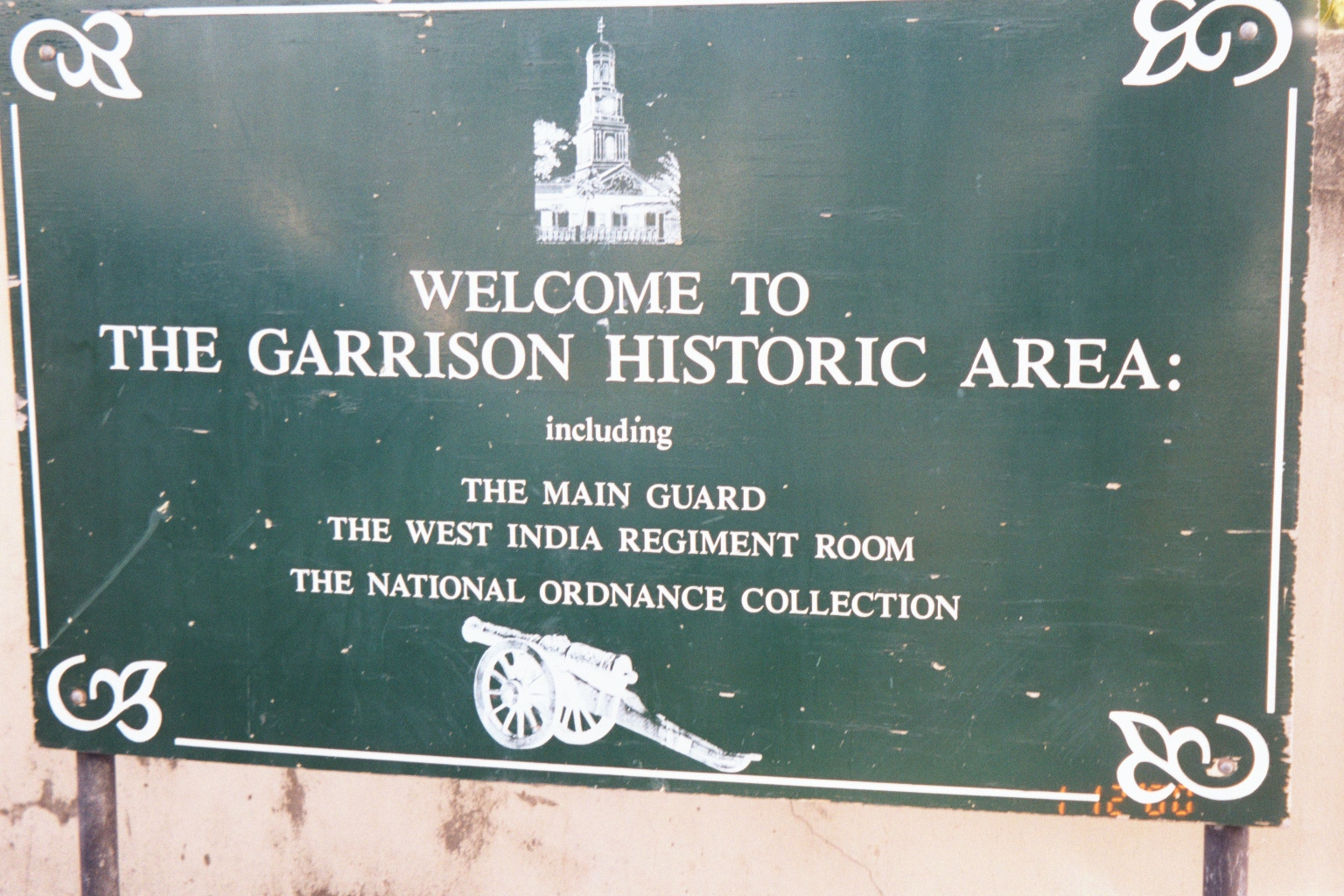
Biển báo Garrison dọc theo Quốc lộ 7
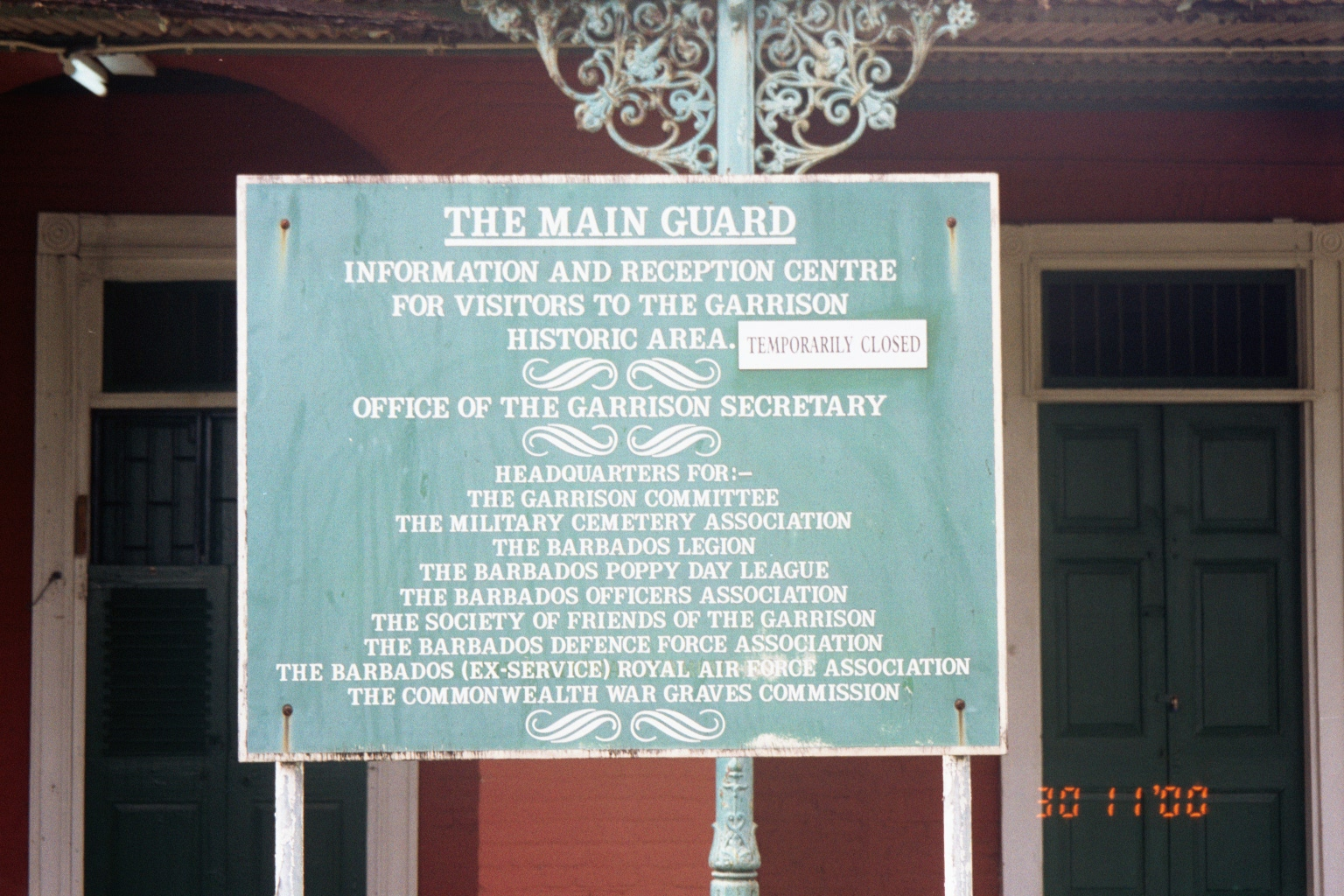
Nhà bảo vệ chính tại Garrison Savannah
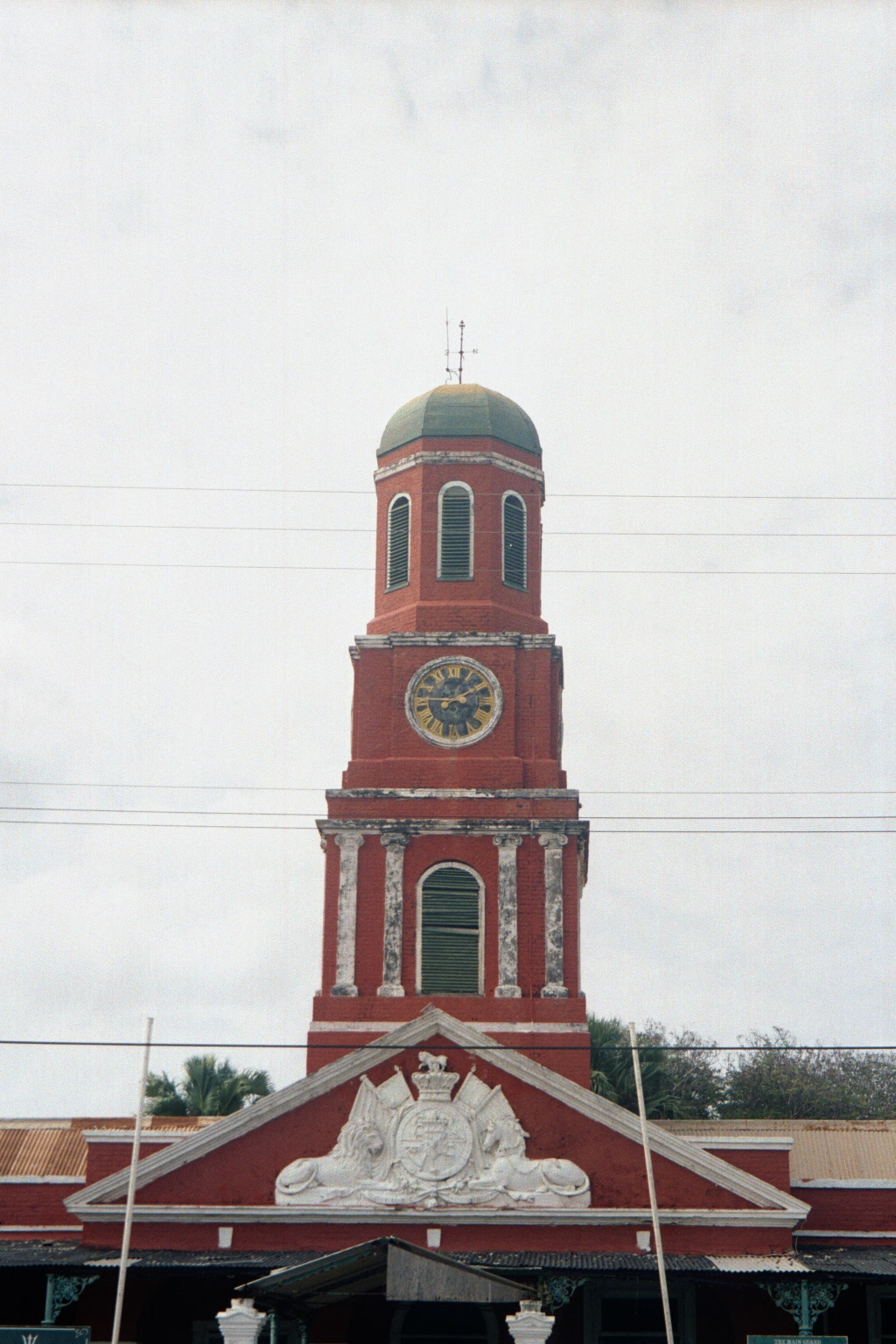
Tháp đồng hồ trên nhà bảo vệ chính tại Garrison Savannah được xây dựng vào khoảng năm 1803.
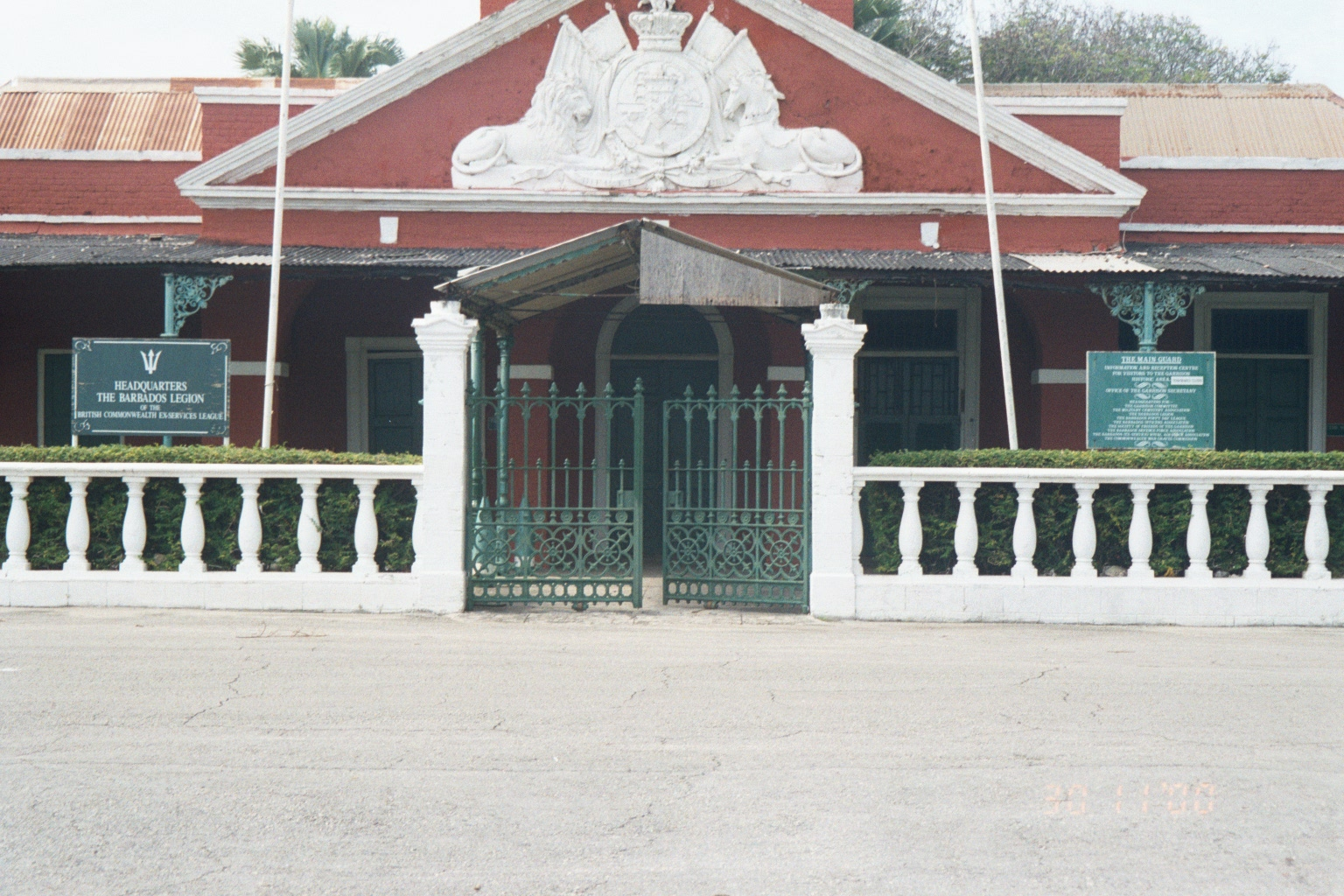
Tòa nhà bảo vệ chính tại Garrison Savannah được xây dựng vào khoảng năm 1803